# أدوات سياسة بيئية قائمة على السوق
في القانون البيئي والسياسة البيئية، تعد الأدوات القائمة على السوق (إم بي آي) أدوات سياسية تستخدم الأسواق والأسعار والمتغيرات الاقتصادية الأخرى، لتوفير الحوافز لمسببي التلوث للحد من العوامل البيئية السلبية الخارجية وإزالتها. تتصدى الأدوات القائمة على السوق لعوامل إخفاق الأسواق الخارجية (مثل التلوث)، عن طريق إدراج التكلفة الخارجية لأنشطة الإنتاج أو الاستهلاك، وذلك بفرض الضرائب أو الرسوم على العمليات أو المنتجات، أو عن طريق إنشاء حقوق الملكية وتسهيل إقامة سوق بديل لاستخدام الخدمات البيئية. يشار إلى الأدوات القائمة على السوق بوصفها أدوات اقتصادية، وأدوات قائمة على الأسعار، وأدوات السياسة البيئية الجديدة أو أدوات جديدة للسياسة البيئية.
من الأمثلة على أدوات السياسة البيئية القائمة على السوق: الضرائب، والرسوم، والدعم الحكومي، وتجارة الانبعاثات، وغيرها من الرخص القابلة للتداول، ونظم الإيداع والاستعادة، وقوانين وضع العلامات البيئية، والتراخيص، بالإضافة إلى حقوق الملكية الاقتصادية. يعد نظام الاتحاد الأوروبي للاتجار بالانبعاثات مثالًا على أداة قائمة على السوق للحد من انبعاثات غازات الدفيئة.
تختلف الأدوات القائمة على السوق عن غيرها من أدوات السياسة العامة، مثل: الاتفاقيات الطوعية (حيث توافق الجهات الفاعلة طواعية على اتخاذ الإجراءات)، والأدوات التنظيمية (التي تسمى أحيانًا «القيادة والتحكم»، وتفرض السلطات العامة الأداء المطلوب أو التكنولوجيات التي يتعين استخدامها). يحتاج أيضًا تطبيق الأدوات القائمة على السوق «إم بي آي» إلى بعض أشكال التنظيم. يمكن تنفيذ الأدوات القائمة على السوق بطريقة منهجية، وذلك من خلال اقتصاد، أو منطقة، أو عبر القطاعات الاقتصادية، أو عن طريق وسط بيئي (مثل المياه). تعد الأدوات القائمة على السوق «إم بي آي» الفردية أمثلة على الإصلاح البيئي للأسعار.
وفقًا لكيتي (2002): «يبدو أن عملية صنع السياسات تمر بمرحلة انتقالية نحو أدوات موجهة إلى السوق بشكل أكبر، لكنها تبقى تجربة مفتوحة، إذا ما كنا سننفذ بنجاح تحول اجتماعي طويل الأجل، يشمل القطاع الخاص والدولة في علاقات جديدة ينطوي عليها الوقاية من التلوث والأدوات الاقتصادية البلاغية».

## التاريخ
على سبيل المثال، رغم استخدام أدوات السياسة البيئية الجديدة في بريطانيا إلا أنها برزت بشكل ملحوظ في التسعينيات من القرن العشرين، وقدم ديفيد لويد جورج ربما أول أداة سياسة بيئية قائمة على السوق في المملكة المتحدة عندما فرضت ضريبة الوقود في عام 1909، أثناء وزارته.

## تراخيص قابلة للتحويل
تحدد التراخيص القابلة للتحويل القائمة على السوق، الحد الأقصى لمستوى التلوث «السقف»، ومن المحتمل تحقيق ذلك المستوى بتكلفة أقل مقارنة بالوسائل الأخرى، والأهم أن التكلفة ربما تنخفض إلى ما دون ذلك المستوى نتيجة الابتكار التكنولوجي.
عند استخدام نظام التراخيص القابلة للتحويل، من المهم جدًا قياس المشكلة الأولية بدقة ودراسة كيفية تغيرها بمرور الوقت. يعود السبب في ذلك لاحتمال أن يكون إجراء التعديلات (سواء من حيث شروط التعويض أو من خلال تقويض حقوق الملكية في التراخيص) مكلفًا. ربما تتأثر فعالية التراخيص بأشياء، مثل: سيولة السوق، وجودة حق الملكية، وقوة السوق القائمة. من المهم معرفة إذا ما كانت التراخيص القابلة للتحويل تباع بالمزاد أو تخصص من شرط الحقوق المكتسبة.
تشكلت حجة ضد التراخيص بسبب إضفائها الطابع الرسمي على حقوق الانبعاثات، الذي منح الناس رخصة للتلويث، وهو أمر غير مقبول اجتماعيًا. بالرغم من احتمال أن يكون تقييم الآثار البيئية الضارة مثيرًا للجدل، لكن التكلفة المقبولة لمنع هذه الآثار تقع ضمنيًا في جميع القرارات التنظيمية.

## الضرائب
يحدد النهج الضريبي القائم على السوق التكلفة القصوى لتدابير الرقابة. يمنح هذا مسببي التلوث الحافز لخفض التلوث بتكاليف أقل من المعدلات الضريبية. لا يوجد حد أقصى (سقف)، إذ تعتمد كمية التلوث التي خُفضت على المعدل الضريبي المختار.
يعد النهج الضريبي أكثر مرونة من التراخيص، إذ يمكن تعديل المعدل الضريبي إلى أن يحقق الحافز الأكثر فعالية. تملك الضرائب تكاليف امتثال منخفضة مقارنة بالتراخيص، لكن فعاليتها في تحقيق تخفيضات في الكميات المستهدفة أقل من فعالية التراخيص. من الممكن أن يتيح استخدام الضرائب تمكين العائد المزدوج، من خلال استخدام الإيرادات الناتجة عن الضريبة لتقليل الضرائب التحريفية الأخرى، عبر إعادة تدوير الإيرادات. ربما ينشأ تضارب بين الأهداف والضرائب: إذ يعني التلوث الأقل، إيرادات أقل.